# Омодт, Ранхильд
Ранхильд Маргрете Омодт (норв. Ragnhild Margrethe Aamodt; род. 9 сентября 1980, Сарпсборг) — норвежская гандболистка, игравшая на позиции линейной.

## Карьера

### Клубная
С 4 лет занимается гандболом. Воспитанница клуба «Скьеберг», в высшей лиге чемпионата Норвегии дебютировала именно как игрок этого клуба. В 2003 году перебралась в датский клуб ГОГ из Свендборга, где провела два года, после чего перешла в состав «Икаст-Бординга» (в конце 2008 года он был после реорганизации переименован в «Мидтьюлланд»). В составе «Икаста» Ранхильд вышла в финал Кубка ЕГФ 2007 года, где её клуб уступил звенигородской «Звезде». Летом 2009 года она перебралась в «Сарпсборг», в октябре 2012 года завершила карьеру.

### В сборной
Сыграла 133 игры и забила 314 гола. Чемпионка Олимпиады 2008 года, трёхкратная чемпионка Европы 2004, 2006 и 2008 годов, серебряный призёр чемпионата мира 2007 года.